# Estación de Cuadros
Cuadros es una estación ferroviaria situada en el municipio español homónimo, en la provincia de León, comunidad autónoma de Castilla y León. Tras la reordenación de servicios en el sector ferroviario llevada a cabo por el Gobierno de España en junio de 2013, esta estación no dispone de servicios ferroviarios.

## Situación ferroviaria
La estación se encuentra en el punto kilométrico 14,097 de la línea férrea de ancho ibérico entre Venta de Baños y Gijón a 895 metros de altitud, entre las estaciones de León y de La Robla. El tramo es de vía doble y está electrificado. 

## Historia
La estación fue abierta al tráfico el 17 de enero de 1868 con la puesta en marcha del tramo León-La Robla de la línea que pretendía unir León con Asturias. La Compañía de los Ferrocarriles del Noroeste de España constituida en 1862 fue la encargada de la construcción y explotación del trazado. En 1878, apremiada por el Estado para que concluyera sus proyectos en marcha Noroeste se declaró en quiebra tras un intento de fusión con MZOV que no prosperó. Fue entonces cuando la estación pasó a manos de la Compañía de los Ferrocarriles de Asturias, Galicia y León creada para continuar con las obras iniciadas por Noroeste y gestionar sus líneas. Sin embargo la situación financiera de esta última también se volvió rápidamente delicada siendo absorbida por Norte en 1885. En 1941, la nacionalización del ferrocarril en España supuso la desaparición de esta última y su integración en la recién creada RENFE. 
Desde el 31 de diciembre de 2004 Renfe Operadora explota la línea mientras que Adif es la titular de las instalaciones ferroviarias.

## Servicios ferroviarios

### Media Distancia
Los servicios de Media Distancia de Renfe que pasan por la estación, pero que no tienen parada en ella, enlazan las ciudades de León, Oviedo y Gijón. La frecuencia varía entre 1 y 2 trenes diarios. En fechas veraniegas (julio y agosto) puede ser que el servicio "tren playero" efectúe parada en esta estación.